# Nadija Bill'ova
Nadija Oleksandrivna Bill'ova (in ucraino Надія Олександрівна Білльова?, in russo Надежда Александровна Белова?, Nadežda Aleksandrovna Belova; Bil'šovik, 2 settembre 1961) è un'allenatrice di biathlon ed ex biatleta ucraina. Fino alla dissoluzione dell'Unione Sovietica (1991) gareggiò per la nazionale sovietica.

## Biografia

### Carriera da atleta
In Coppa del Mondo ottenne il primo risultato di rilievo il 17 dicembre 1992 a Pokljuka (36ª) e il primo podio il 23 gennaio 1993 ad Anterselva (2ª).
In carriera prese parte a un'edizione dei Giochi olimpici invernali, Albertville 1992 (13ª nell'individuale), e a cinque dei Campionati mondiali, vincendo due medaglie.

### Carriera da allenatrice
Dopo il ritiro è divenuta allenatrice di biathlon nei quadri della nazionale russa.

## Palmarès

### Mondiali
- 2 medaglie:
  - 1 oro (staffetta a  Falun/Oslo 1986)
  - 1 argento (sprint[2] a Falun/Oslo 1986)

### Coppa del Mondo
- Miglior piazzamento in classifica generale: 16ª nel 1994
- 2 podi (entrambi individuali[1]), oltre a quello conquistato in sede iridata e valido anche ai fini della Coppa del Mondo:
  - 2 secondi posti